# Polaris Industries
La Polaris Industries è un'azienda statunitense, produttrice di ATV (All-Terrain Vehicle), quad, motoslitte e veicoli elettrici; dal 1994  al 2004 erano in produzione anche moto d'acqua.
Il quartier generale è a Roseau in Minnesota, la sede centrale a Medina.
La società produce anche motocicli con i marchi di: Victory Motorcycles (marchio utilizzato fino al 2017) e Indian Motorcycle (quest'ultima venne acquisita ad aprile del 2011).
A partire dal 1995, con l'avvento dell'ATV Polaris Magnum 425cm³ a 4 tempi e della sua versione potenziata da 700cc uscita nel 1997, la Polaris ha iniziato a sviluppare e produrre gruppi elettrogeni dotati di motori provenienti dalla serie Liberty. Benché continui ad incrementare la produzione di motori termici, l'azienda mantiene una stretta alleanza con la Subaru.
Nel 2010 Polaris ha trasferito in parte le sue catene di montaggio di veicoli sportivi in Messico.

## Storia
La storia della Polaris iniziò nel 1954 quando diversi inventori iniziarono a cimentarsi nella produzione di un veicolo in grado di spostarsi agilmente su una superficie innevata o ghiacciata.